# Lijst van burgemeesters van Melick en Herkenbosch
Dit is een lijst van burgemeesters van de voormalige Nederlandse gemeente Melick en Herkenbosch tot die gemeente op 1 januari 1991 fuseerde met Vlodrop tot de gemeente Roerdalen (tot 1 januari 1993 nog 'gemeente Melick en Herkenbosch').
| Ambtsperiode                                                                  | Naam burgemeester                       | Partij of stroming | Bijzonderheden |
| ----------------------------------------------------------------------------- | --------------------------------------- | ------------------ | --- |
| 1814                                                                          | Job Mauritz Joseph baron von Saint-Remy |                    | maire van Herckenbosch |
| 1837 - 1875                                                                   | J.W. (Jan Willem) Henfling              |                    | |
| 1875 - 1887                                                                   | J.W. Klomp                              |                    | |
| 1887 - 1897                                                                   | Johannes (J.) Maessen                   |                    | burgemeester van Vlodrop (1872-1897) en burgemeester van Posterholt (1872-1897)                                                                      |
| 1898 - 1902                                                                   | G. Schmitz                              |                    | |
| 1902 - 1922                                                                   | J.H. Claessen                           |                    | |
| 1922 - 1932                                                                   | Jacques (J.) Maessen                    |                    | tevens burgemeester van Vlodrop (1915-1932) en Sint Odiliënberg (1918-1932); zijn grootvader was tot 1897 ook burgemeester van Melick en Herkenbosch |
| 1932 - 1937                                                                   | S.D. Douven                             |                    | eerder burgemeester van Nieuwstadt, later burgemeester van Bergen (L)                                                                                |
| 1938 - 1946                                                                   | Mr. Thei (Th.J.H.) van Geldrop          |                    | 1944 Th. Le Haen, waarnemend 1945 P.W.J. Vonck, plaatsvervangend                                                                                     |
| 1945 - 1951                                                                   | J.Th. Mooren                            |                    | eerst plaatsvervangend, tevens burgemeester van Vlodrop (1934-1951), later burgemeester van Maasniel                                                 |
| 1952 - 1961                                                                   | mr. Eugène (E.G.G.M.) Rutten            | KVP                | tevens burgemeester van Vlodrop, later burgemeester van Tegelen                                                                                      |
| 1961 - 1979                                                                   | drs. Frans (F.M.) Feij                  | KVP / VVD          | tevens burgemeester van Vlodrop, later burgemeester van Venlo en Breda                                                                               |
| 1979 - 1991                                                                   | M.G.P. Houben                           | KVP / CDA          | eerder burgemeester van Thorn |
| Fusiegemeente Melick en Herkenbosch vanaf 1 januari 1993 'gemeente Roerdalen' |                                         |                    | |
| 1991 - (1998)                                                                 | Martin (M.W.C.M.) Smeets                | VVD                | sinds 1980 al burgemeester van Vlodrop |
| vervolg zie: Lijst van burgemeesters van Roerdalen                            |                                         |                    | |